# 三井住友信託控股
三井住友信託控股（日语：三井住友トラスト・ホールディングス株式会社、みついすみともトラスト・ホールディングス）是日本的一家銀行控股公司，成立於2011年，旗下有三井住友信託銀行。該公司是日經平均指數的成份股之一。

## 外部連結

- 三井住友トラスト・ホールディングス （页面存档备份，存于）